# Ander Gil García
Ander Gil García (Barakaldo, 9 de febrer de 1974) és un mestre d'educació primària i polític espanyol del Partit Socialista Obrer Espanyol (PSOE).
Va néixer el 9 de febrer de 1974 a Barakaldo, Biscaia.
Diplomat en Magisteri d'Educació Primària per la Universitat de Burgos, la seva carrera política va començar el 1995, quan es va convertir en regidor de l'Ajuntament de Valle de Mena, a la província de Burgos, on va estar al capdavant de les competències de Cultura, Educació i Joventut. Gil, que va treballar en un centre d'acollida de menors estrangers no acompanyats biscaí, va ser candidat del PSOE al Senat per Burgos a les eleccions generals del 2011 i va resultar elegit com a senador per primera vegada.
Figura de màxima confiança de Pedro Sánchez, el juny del 2017 va ser elegit per l'executiva federal socialista com a portaveu del Grup Socialista al Senat.